# Lechaina
Lechaina (in greco Λεχαινά?) è un ex comune della Grecia nella periferia della Grecia Occidentale (unità periferica dell'Elide) con 6.334 abitanti secondo i dati del censimento 2001.
È stato soppresso a seguito della riforma amministrativa, detta Programma Callicrate, in vigore dal gennaio 2011 ed è ora compreso nel comune di Andravida-Kyllini.

## Località
Lechaina è suddiviso nelle seguenti comunità (i nomi dei villaggi tra parentesi):
- Lechaina (Agioi Theodoroi, Agios Panteleimonas and Katarrachi)
- Agios Charalampos
- Areti
- Borsi
- Melissa
- Myrsini